# Гай Кассий Регалиан
Гай Кассий Регалиан (лат. Gaius Cassius Regallianus) — римский государственный деятель начала III века.

## Биография
Впервые о существовании консула-суффекта 202 года Гая Кассия Регалиана и его коллеги Тита Муррения Севера стало известно после публикации в 2001 году военного диплома. Особенно привлек внимание ученых Регалиан, поскольку о этого в римской истории был известен только лишь один человек с таким когноменом — узурпатор Регалиан, который поднял восстание против императора Галлиена в 260 году будучи наместником Мёзии и Паннонии. О нём сохранился небольшой рассказ в «Истории Августов» и несколько монет. Вполне возможно, консул-суффект 202 года был предком узурпатора.